# ویکتور گاربر
ویکتور جوزف گاربر (به انگلیسی: Victor Joseph Garber) خواننده، بازیگر تئاتر و تلویزیون کانادایی است. او به خاطر بازی در نقش جک بریستو در سریال آلیاس و توماس اندروز در فیلم تایتانیک و در فایر استورم در سریال فلش و افسانه‌های فردا مشهور شده است او همچنین در فیلم‌های لگالی بلاند، بیخود از خود، تاک ابدی، شکارچی‌ها، اولین باشگاه همسران، آجیل مخلوط، حلقه نخست، دوباره تو، خواب سبک و سیکاریو بازی کرده است.

## زندگی شخصی
گاربر ترجیح می‌دهد زندگی شخصی خود را خصوصی نگه دارد و تا حد زیادی از روزنامه‌ها دور مانده است. در سال ۲۰۱۲، او به‌طور عمومی به همجنس‌گرا بودن اشاره کرد. در سال ۲۰۱۳، او گفت: «من واقعاً در مورد آن صحبت نمی‌کنم، اما همه می‌دانند.» گاربر از سال ۲۰۰۰ با هنرمند و مدل کانادایی راینر آندریسن در رابطه بوده است. در ۱۰ اکتبر در سال ۲۰۱۵، راینر در صفحه اینستاگرام خود اعلام کرد که او و گاربر در کانادا ازدواج کرده‌اند. گاربر دیابت نوع ۱ دارد. او در سال ۱۹۶۰ در سن ۱۲ سالگی تشخیص داده شد.
گاربر دوستان خوب با او نام مستعار شرکت ستاره جنیفر گارنر و داور در عروسی او به بن افلک؛ گاربر و شریکش تنها مهمان بودند.